# 顺昌府
顺昌府，北宋时设置的府。
政和六年（1116年）升颍州置，治所在汝阴县（今安徽省阜阳市），属京西北路，辖境相当今安徽省阜阳、太和、颍上、阜南、界首、临泉等市县地。金朝时，复为颍州。南宋绍兴十年（1140年），刘錡率领八字军，大败金兀术于此。